# Langlevend meer

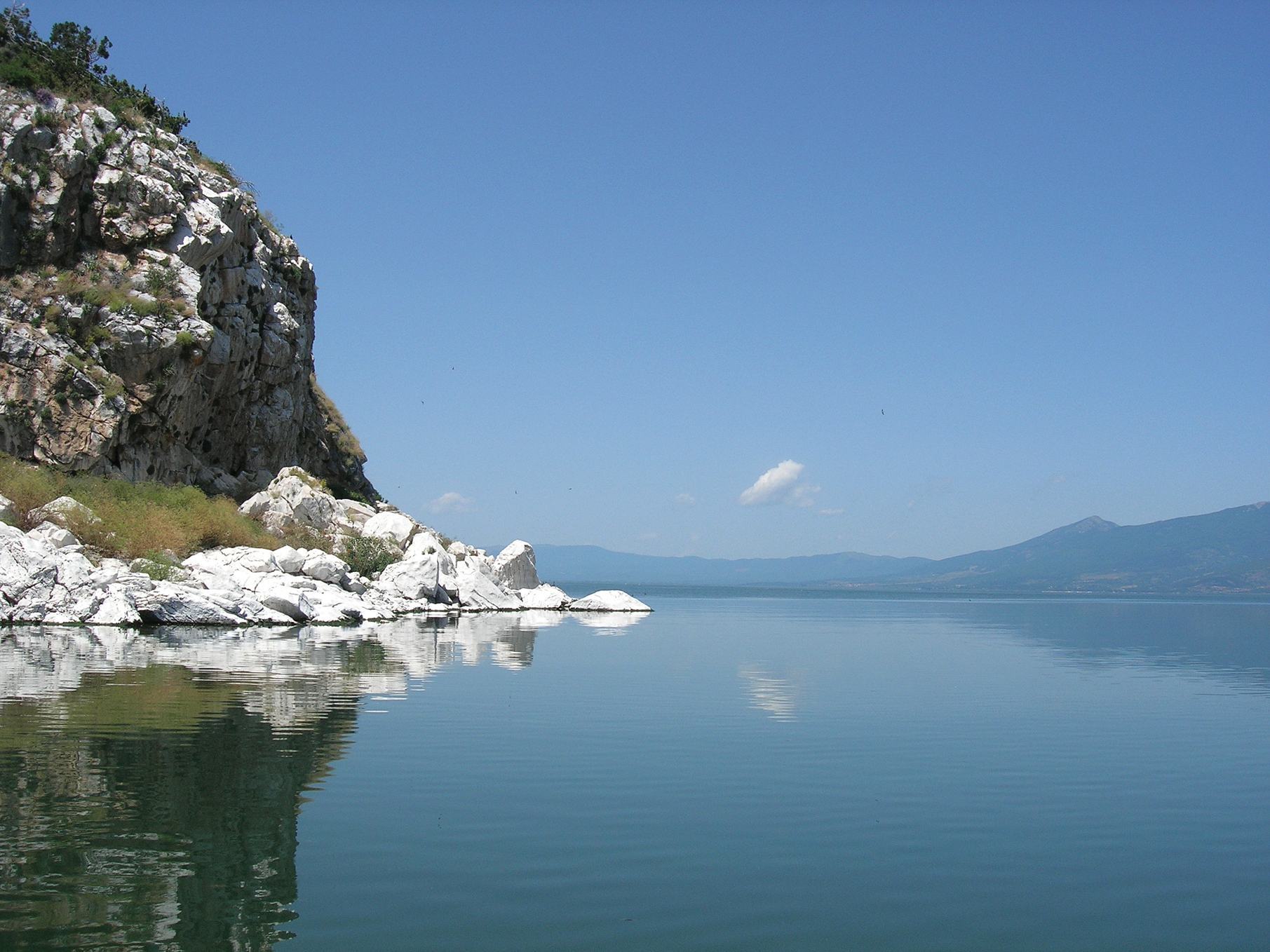
Prespameer

Endemische zoetwaterslakken (Tiphobia horei (E. A. Smith, 1880)) uit het Tanganyikameer afgebeeld door Bourguignat (1890)

Een langlevend meer (Engels: ancient lake, long-lived lake) is een meer dat meer dan honderdduizend tot miljoenen jaren bestaat of heeft bestaan. Dergelijke meren onderscheiden zich van gewone, kortlevende meren die niet langer bestaan dan enkele tientallen tot maximaal honderdduizend jaar, dat wil zeggen niet ouder dan het Vroeg-Weichselien. Door hun langdurig bestaan heeft er zich meestal een endemische flora en fauna in ontwikkeld. In veel opzichten vertonen langlevende meren en hun ecosystemen grote verwantschap met geïsoleerde eilanden die vaak eveneens een hoge graad van endemisme kennen.
Veel meren zijn gekenmerkt door een grote diepte (honderden tot meer dan duizend meter) en een grote isolatie. De isolatie kan geografisch zijn, maar is ook fysisch (watertemperatuur en watersamenstelling) van aard. De endemische flora en fauna is al afwezig in in- en uitstromende rivieren of in poeltjes die slechts door een geringe barrière zoals een zandbank van het eigenlijke meer afgescheiden zijn. In dergelijke randwateren leeft de gewone flora en fauna uit het gebied waarin het meer ligt. Op haar beurt dringt die 'gewone' flora en fauna vaak niet het meer binnen, zelfs niet bij fysiek contact van beide watersoorten.
Hoewel flora en fauna endemisch zijn, en dus slechts in één meer aanwezig zijn, tonen soorten uit langlevende meren wereldwijd vaak convergente evolutie in de vorm van gemeenschappelijke uiterlijke kenmerken. Die duiden niet op nauwe verwantschap maar op langdurige aanpassing aan overeenkomstige biotopen en een vaak hoge selectiedruk, onder andere veroorzaakt door (eveneens endemische) predatoren. Vaak zijn geslachten door een lange evolutie gesplitst in veel soorten die elk een heel specifieke habitat bewonen. In veel meren is het aantal soorten dan ook hoog.
Langlevende meren zijn uiterst gevoelig voor verstoring van het ecologische evenwicht dat in vaak miljoenen jaren tot stand gekomen is. Introductie van soorten die van elders komen of waterverontreiniging door riool of industrie leiden vaak tot ernstige verstoring van flora en fauna.
Langlevende meren zijn ook fossiel bekend. Zij worden door hun kenmerkende fossiele fauna herkend. Voorbeelden zijn het meer bij Steinheim (Duitsland) en het Pebasmeer in Zuid-Amerika, beide van Miocene ouderdom. De meeste aandacht is altijd uitgegaan naar de fossiele weekdieren die vaak heel algemeen zijn. Het viel al vroeg op dat schelpen die in de opvolgende lagen werden aangetroffen langzaam in vorm veranderden. Er is veel over dergelijke afstammingsreeksen geschreven. Van Steinheim is een van de eerste evolutionaire stambomen gepubliceerd.
Langlevende meren hebben vaak een bijzondere ontstaanswijze wat hun vaak grote diepte, isolatie en langdurig bestaan veroorzaakt. Meestal betreft het een combinatie van langdurige en permanente daling van de meerbodem in combinatie met geringe aanvoer van sediment waardoor het meer niet kan dichtslibben. Vaak bestaat het enige sediment uit kalkslib en klei. Veel voorkomende oorzaken zijn tektoniek zoals bij de Oost-Afrikaanse meren, het Baikalmeer en het Meer van Ohrid, en vulkanisme zoals bij het Tobameer op Sumatra. Ook restanten van grote zeeën zoals de Kaspische Zee kunnen kenmerken van langlevende meren hebben. In diepe op het land gelegen bekkens zonder tektonische of vulkanische oorsprong kunnen ook langlevende meren ontstaan als er weinig afzetting is van grof klastisch sediment. Een bekend voorbeeld is het al genoemde meer van Steinheim dat in een oude meteorietkrater lag.
Door hun lange levensduur en vaak continue afzetting van fijne sedimenten zijn langlevende meren zeer geschikt voor klimaatonderzoek. Lange secties geven informatie over een zeer lange periode. Gegevens over het klimaat verschaffen de sedimentologie met jaargelaagdheid, de pollen en diatomeeënanalyse en het stabiele isotopen onderzoek. Voor dergelijk onderzoek worden in internationaal verband grote boorprojecten opgezet. Incidenteel werden ook gegevens door middel van weekdierfossielen verkregen.

## De belangrijkste langlevende meren
| - Baikalmeer - Bear Lake (Idaho–Utah) - Bekken van Steinheim - Biwameer - Dianchimeer - Eğirdirmeer - Er Hai - Hövsgöl Nuur - Inlemeer - Kaspische Zee | - Khubsugulmeer - Lake Lanao - Mahalonameer - Malawimeer - Matanomeer - Meer van Ioannina - Meer van Ohrid - Meer van Shkodër (= Skutarimeer) - Paratethyszee - Pebasmeer | - Posomeer - Prespameer - Tanganyikameer - Titicacameer - Tobameer - Towutimeer - Trichonidameer - Turkanameer - Victoriameer - Zaysanmeer |